# Kastanjebrun skållav
Kastanjebrun skållav (Psoroma tenue) är en lavart som beskrevs av Henssen. Kastanjebrun skållav ingår i släktet Psoroma, och familjen Pannariaceae. Enligt den finländska rödlistan är arten sårbar i Finland. Arten är reproducerande i Sverige. Artens livsmiljö är fjällhedar.